# Kazablan
Kazablan (קזבלן) è un film del 1973 diretto da Menahem Golan.

## Trama
Ambientato a Jaffa, il film racconta la storia d'amore tra Kazablan, teppista ebreo di origine marocchina, e Rachel, ragazza proveniente da una ricca famiglia di ebrei polacchi. Nonostante abbiano la stessa religione, le differenze etniche e culturali creano ostilità tra i rispettivi gruppi.